# Gerhard Wesenberg
Gerhard Wesenberg (* 16. Oktober 1908 in Kolberg; † 6. Dezember 1957 in Wien) war ein deutscher Rechtshistoriker und Rechtswissenschaftler. Er ist ein wichtiger Vertreter der Neueren Privatrechtsgeschichte.

## Leben
Gerhard Wesenberg wurde als Sohn des Oberrentmeisters Franz Wesenberg in Kolberg geboren. Seine ersten Jugendjahre und seine Schulzeit hat er in Kolberg verbracht. Das Kolberger Domgymnasium weckte in ihm ein starkes historisches Interesse. Er entschied sich für das Studium der Rechtswissenschaft, das er an der Universität Greifswald begann und in Rostock, Innsbruck, Göttingen und Königsberg fortsetzte, wo er es 1932 mit der ersten juristischen Staatsprüfung abschloss. In Göttingen besuchte er ein romanistisches Seminar bei Wolfgang Kunkel. Die Dissertation über römisches Bürgschaftsrecht verfasste er in Königsberg bei Alexander Beck. Zweitgutachter war Erich Genzmer. Die Promotion erfolgte im Mai 1935. Im März 1936 legte Wesenberg das Assessorexamen ab. Von 1936 bis gegen das Kriegsende war er in staatlichen und privaten Verwaltungsstellen tätig. In Berlin besuchte er 1938 das Seminar von Paul Koschaker, in Wien das von Hans Kreller. Mit der von Koschaker angeregten Untersuchung über Verträge zugunsten Dritter erwarb er Ende 1943 in Tübingen den Grad eines Dr. iur. habil. In Rostock wurde er zum Dozenten ernannt. 1950 wurde er in Kiel außerplanmäßiger Professor; zum 1. März 1956 wurde er zum außerordentlichen Professor an der Universität Wien ernannt.
Die Untersuchung über „Verträge zugunsten Dritter“ beschränkt sich nicht auf das antike römische Recht, sondern behandelt die dogmatische Weiterentwicklung im gelehrten Recht des Mittelalters, bei Glossatoren und Kommentatoren, im Usus modernus pandectarum bis ins 19. Jahrhundert. Von Bedeutung sind ferner Wesenbergs Studien zum Staatsrecht der römischen Republik. Seine „Neuere deutsche Privatrechtsgeschichte“ ist durch ihre dogmengeschichtlichen Abschnitte charakterisiert.

## Schriften
- Der Zusammenfall in einer Person von Hauptschuld und Bürgschaftsschuld im klassischen römischen Recht. Königsberg 1935.
- Praetor maximus. In: Zeitschrift der Savigny-Stiftung für Rechtsgeschichte. Romanistische Abteilung. Jg. 65 (1948), S. 319 ff.
- Verträge zugunsten Dritter (= Forschungen zum römischen Recht. 2). Weimar 1949.
- Edition: Juristische Methodenlehre von Savigny. Stuttgart 1951.
- Zur Behandlung des Satzes „Alteri stipulari nemo potest“ durch die Glossatoren. In: Festschrift Fritz Schulz. Band 2. 1951, S. 259–267.
- Savigny als Interpolationenforscher. In: Zeitschrift der Savigny-Stiftung für Rechtsgeschichte. Romanistische Abteilung. Jg. 69 (1952), S. 439–448.
- Zur Frage der Kontinuität zwischen königlicher Gewalt und Beamtengewalt in Rom. In: Zeitschrift der Savigny-Stiftung für Rechtsgeschichte. Romanistische Abteilung. Jg. 70 (1953), S. 58–92.
- Wandlungen in der Beurteilung der Rezeption des römischen Rechts. In: Forschungen und Fortschritte. Jg. 27 (1953), S. 46–48.
- Neuere deutsche Privatrechtsgeschichte im Rahmen der europäischen Rechtsentwicklung. Lahr/Baden 1954. 2. Auflage: Lahr 1969. 3. Auflage: Lahr 1976. 4. Auflage: Wien/Köln 1985. Ab der 2. Auflage neu bearbeitet von Gunter Wesener.